# 11. april
11. april je 101. dan leta (102. v prestopnih letih) v gregorijanskem koledarju. Ostaja še 264 dni.

## Dogodki
- 1241 – bitka pri Mohiju
- 1415 – Sigismund Luksemburški podeli Celjskim grofov pravico do krvnega sodstva
- 1451 – Friderik II. Celjski podeli Celju mestne pravice
- 1912 – na pot čez Atlantik iz pristanišča Queenstown na Irskem izpluje RMS Titanic
- 1919 – ustanovljena Mednarodna organizacija dela (ILO)
- 1920 – Delavska socialistična stranka za Slovenijo se združi s Socialistično delavsko stranko Jugoslavije (komunistov)
- 1941:
  - Italija okupira Ljubljano
  - nemški bombniki množično napadejo angleško mesto Coventry in ga v pretežni meri porušijo
- 1945:
  - ameriška vojska zavzame Essen
  - zavezniki osvobodijo koncentracijsko taborišče Buchenwald
  - ZSSR in Jugoslavija podpišeta pakt o prijateljstvu in vzajemni pomoči
- 1961 – v Jeruzalemu se prične sojenje Adolfu Eichmannu
- 1963 – potone ameriška jedrska podmornica USS Thresher s 129 člani posadke
- 1991 – na Češkoslovaškem začne veljati zakon o privatizaciji velikih državnih podjetij
- 1996 – pričetek izraelske operacije Sadovi jeze v južnem Libanonu

## Rojstva
- 1348 – Andronik IV. Paleolog, bizantinski cesar († 1385)
- 1357 – Ivan I., portugalski kralj († 1433)
- 1370 – Friderik I. Saški, nemški volilni knez, mejni grof Meissna († 1428)
- 1586 – Pietro della Valle, italijanski popotnik († 1652)
- 1744 – Jurij Japelj, slovenski pesnik, prevajalec († 1807)
- 1755 – James Parkinson, angleški zdravnik, geolog, paleontolog († 1824)
- 1806 – Anton Alexander von Auersperg - Anastasius Grün, avstrijski pesnik, politik († 1876)
  - Frédéric Le Play, francoski rudarski inženir, sociolog († 1882)
- 1819 – Charles Hallé, nemški pianist, dirigent († 1895)
- 1825 – Ferdinand Lassalle, nemški politik († 1864)
- 1827 – James Augustus Grant, škotski častnik, raziskovalec († 1892)
- 1869 – Adolf Gustav Vigeland, norveški kipar, († 1943)
- 1875 – Ivan Baša, madžarski slovenski rimskokatoliški duhovnik, pisatelj, dekan Lendave († 1931)
- 1883 – Hozumi Šigeto, japonski pisatelj († 1951)
- 1889 – Nick LaRocca, ameriški jazzovski glasbenik, trobentač († 1961)
- 1905 – József Attila, madžarski pesnik († 1937)
- 1916 – Alberto Evaristo Ginastera, argentinski skladatelj († 1983)
- 1953 – Andrew John Wiles, angleški matematik
- 1957 – Bojan Požar, slovenski raziskovalni novinar
- 1966 – Lisa Stansfield, angleška pevka
- 1984 – Žan Košir, slovenski deskar na snegu

## Smrti
- 678 – Papež Don (* 610)
- 1034 – Roman III. Argir, bizantinski cesar (* 968)
- 1079 – Stanislav iz Szczepanówa, škof Krakowa in svetnik (* 1030)
- 1165 – Štefan IV., ogrski kralj (* 1133)
- 1240 – Llywelyn Veliki, valižanski princ, kralj Gwynedda (* 1173)
- 1245 – Goffredus Tranensis, italijanski pravnik (* 1200)
- 1257 – Izz ad-Din Ajbak, mameluški egiptovski sultan
- 1313 – Guillaume de Nogaret, francoski kancler (* 1260)
- 1514 – Donato Bramante, italijanski arhitekt (* 1444)
- 1555 – Ivana Blazna, kastiljska kraljica (* 1479)
- 1626 – Marin Getaldić, hrvaški matematik, fizik, astronom (* 1568)
- 1779 – Joseph de Jussieu, francoski botanik (* 1704)
- 1783 – Janez Andrej Strauss, slovenski slikar (* 1721)
- 1804 – Mikloš Küzmič, prekmurski slovenski pisatelj, prevajalec, dekan Slovenske okrogline (* 1737)
- 1869 – Janez Cigler, slovenski pisatelj (* 1792)
- 1890 – Joseph Carey Merrick - »človek slon«, angleški deformiranec (* 1862)
- 1903 – Džung-lu - Ronglu, kitajski uradnik, general (* 1836)
- 1912 – Jakob Sket, slovenski pisatelj, urednik (* 1852)
- 1918 – Otto Koloman Wagner, avstrijski arhitekt (* 1841)
- 1935 – Fran Krapež, slovenski mecen in častni občan Ljubljane (* 1864)
- 1950 – France Kidrič, slovenski književni zgodovinar (* 1880)
- 1953 – Boris Kidrič, slovenski revolucionar, politik (* 1912)
- 1970 – John Henry O'Hara, ameriški pisatelj (* 1905)
- 1977 – Jacques-Henri-Marie Prévert, francoski pesnik (* 1900)
- 1985 – Enver Hoxha, albanski voditelj (* 1908)
- 1987 – Primo Levi, italijanski kemik, pisatelj judovskega rodu (* 1919)
- 1992 – Josip Vidmar, slovenski kritik, prevajalec, esejist, politik (* 1895)
- 2005 – Gerald Lester »Jerry« Byrd, ameriški glasbenik (* 1920)
- 2006 – Majda Sepe, slovenska pevka (* 1937)
- 2007 – Kurt Vonnegut, ameriški pisatelj (* 1922)
- 2020 – Alojz Uran, slovenski nadškof (* 1945)

## Prazniki in obredi
- dan bolnikov s Parkinsonovo boleznijo